# Tomás de Melo

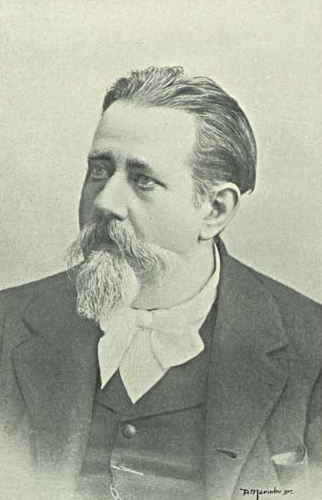
D. Tomás de Melo

Tomás de Melo (na grafia de então, Thomaz de Mello) (1836–1905) foi um escritor português, casado com D. Maria de Jesus de Bragança, filha ilegítima de D. Miguel I. Sobre a sua conduta de bon vivant e bom garfo lemos na revista O António Maria:

## Obra
Foi autor dos seguintes livros:
- Cenas de Lisboa (1874)

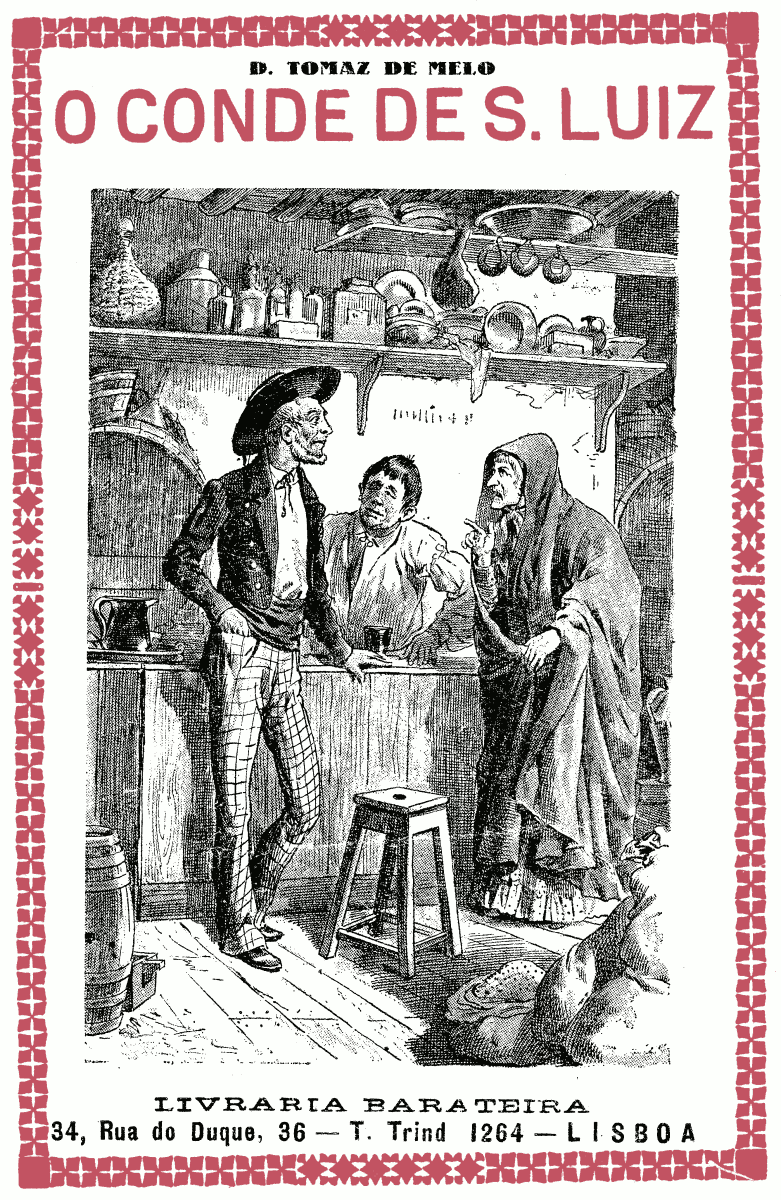
Capa de O Conde de S. Luís

- Modesta: memórias de um degredado (1874)
- O Conde de S. Luís (1874; 2.ª ed. 1903)
- A espera de touros em Carriche (1879)
- Boémia antiga (1897)
- Contos e casos (1904)
- Recordando "O Negro de Alcântara": tragédia em 4 actos, paródia do "Otelo" (1904)

Foi ainda proprietário da revista O reclamo: órgão da Agência Universal de Anúncios, publicada pela casa Júlio Rodrigues, em 1892.